# Earl Gardner
Earl Baker Gardner (New Market, Indiana, 18 de septiembre de 1923-Montgomery, Ohio, 15 de octubre de 2004) fue un jugador de baloncesto estadounidense que disputó una temporada en la BAA. Con 1,91 metros de estatura, jugaba en la posición de alero.

## Trayectoria deportiva

### Universidad
Jugó durante tres temporadas con los Tigers de la Universidad DePauw, en las que anotó 683 puntos. Llevó a su equipo a un balance de victorias en 1947 de 16-3, marca que tardó 36 años en verse superada. Fue el único jugador de su universidad en llegar a la BAA o la NBA.

### Profesional
Fue elegido en la cuadragésimo quinta posición del Draft de la BAA de 1948 por Minneapolis Lakers, en donde jugó una única temporada, pero que le bastó para hacerse con el anillo de campeón, tras derrotar en las Finales a los Washington Capitols. Gardner promedió en la temporada regular 1,8 puntos por partido.
Al año siguiente fue traspasado a St. Louis Bombers, pero una enfermedad cortó su carrera, no llegando a debutar.

## Estadísticas de su carrera en la NBA

### Temporada regular
| Temporada | Edad | Equipo             | Liga | P  | TIT | MIN | TC  | TCA | %TC  | 3P | 3PA | %3P | TL  | TLA | %TL  | R.OF. | R.DEF. | REB | ASIS | ROB | TAP | PER | FP  | PTS |
| 1948-49   | 25   | Minneapolis Lakers | BAA  | 50 |     |     | 0.8 | 2.0 | .376 |    |     |     | 0.3 | 0.6 | .464 |       |        |     | 0.4  |     |     |     | 1.0 | 1.8 |
| Total     |      |                    | BAA  | 50 |     |     | 0.8 | 2.0 | .376 |    |     |     | 0.3 | 0.6 | .464 |       |        |     | 0.4  |     |     |     | 1.0 | 1.8 |

### Playoffs
| Temporada | Edad | Equipo             | Liga | P | MIN | TCA | TC | 3PA | 3P | TLA | TL | R.OF. | REB | ASIS | ROB | TAP | PER | FP | PTS | %TC  | %3P | %FT  | MIN | PTS | REB | AST |
| 1948-49   | 25   | Minneapolis Lakers | BAA  | 7 |     | 1   | 9  |     |    | 2   | 4  |       |     | 1    |     |     |     | 3  | 4   | .111 |     | .500 |     | 0.6 |     | 0.1 |
| Total     |      |                    | BAA  | 7 |     | 1   | 9  |     |    | 2   | 4  |       |     | 1    |     |     |     | 3  | 4   | .111 |     | .500 |     | 0.6 |     | 0.1 |